# Hubertus von Grünberg
Hubertus Eberhard Horst von Grünberg, född 20 juli 1942, är en tysk företagsledare som var styrelseordförande för den globala verkstadsindustrin ABB Ltd. mellan 2007 och 2015.
Han avlade kandidat-, magister- och doktorexamen i fysik vid Kölns universitet.
1987 fick han anställning som vicepresident hos amerikanska ITT Corporation, en position han hade fram till 1989 när han blev ny vd och president för koncernen. Det varade dock bara fram till 1991, när han blev utsedd som vd för den tyska däcktillverkaren Continental AG, en position han hade fram till 1999, när han övertog styrelseklubban i koncernstyrelsen. 2007 blev han utnämnd till styrelseordförande för verkstadsjätten ABB Ltd. Under 2009 valde han lämna Continentals koncernstyrelse för att koncentrera sig fullt ut på ABB. Den 18 december 2014 meddelade ABB att von Grünberg inte valde ställa upp till omval som koncernens styrelseordförande och offentliggjorde samtidigt att den före detta vd:n för Royal Dutch Shell plc, Peter Voser kommer att bli efterträdaren vid årsstämman den 30 april 2015.